# Morábito de São João
O Morábito de São João, igualmente conhecido como Capela de São João, é um monumento religioso na vila de Alvor, na região do Algarve, em Portugal.

## Descrição e história
O Morábito de São João é o maior dos três edifícios deste tipo em Alvor. Consiste num volume de planta quadrangular com cobertura em cúpula esférica, com pináculos sobre os cunhais. Na sua fachada principal apresenta a inscrição latina ego sum vox clamantis in deserto. Situa-se na área do Alto de São João, na Rua Infante D. Henrique, inserido na malha urbana da vila.
Foi construído provavelmente nos séculos XI ou XII, durante o período almorávida do domínio islâmico, em conjunto com os outros morábitos de Alvor, um dedicado a São Pedro e outro anexo à Igreja Matriz. Foi alvo de obras de construção ou reconstrução no século XVI, e em 1790, durante a visita a Alvor do Bispo, D. Francisco Gomes do Avelar, ficou registado que no edifício não se celebravam missas. Em 1907, o investigador Ataíde Oliveira mencionou que era utilizado como uma escola feminina. Em 1977 o Ministério da Administração Interna financiou obras de restauro por parte da Câmara Municipal de Portimão, e em 1978 o edifício foi classificado como Imóvel de Interesse Público. Em 1979, a Direcção-Geral dos Edifícios e Monumentos Históricos fez trabalhos de reconstrução, que incluíram a substituição das cornijas originais.